# MHC Ommen
MHC Ommen is een Nederlandse hockeyclub uit de Overijsselse plaats Ommen.
De club werd opgericht op 2 mei 1979 en speelt op Sportpark Westbroek. De eerste heren- en damesteams komen in het seizoen 2012/13 beide uit in de Vierde klasse van de KNHB.